# David VII.

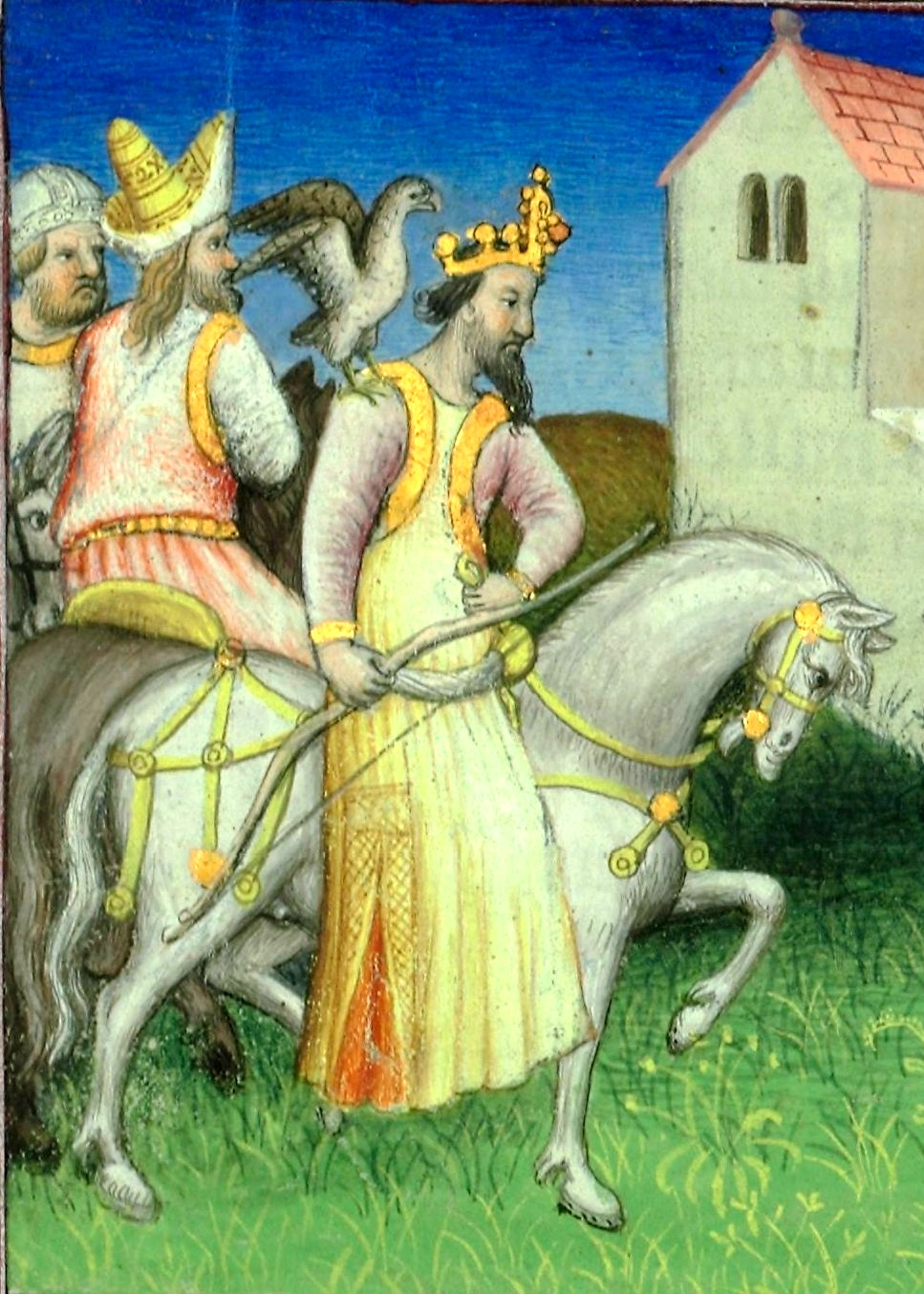
David VII. auf der Jagd. Eine Miniatur aus Marco Polos Livre des merveilles du monde, um 1410 (Bibliothèque nationale de France Fr2810, f. 8r)

David VII. Ulu (georgisch დავით VII ულუ;   * 1215; † 1270) war von etwa 1246/47 bis 1270 König von Georgien (Tiflis). Er war der uneheliche Sohn König Giorgi IV. Laschas. Sein Beiname Ulu wurde ihm von den Mongolen gegeben und bedeutet „Groß“/„Mächtig“.

## Leben
Als Davids Vater, Giorgi IV. Lascha, 1223 mit nicht einmal 30 Jahren starb, war David noch minderjährig. Laut Verfügung Giorgis sollte bis zur Volljährigkeit Davids dessen Tante Rusudan als Regentin fungieren. Doch nachdem sie selbst Mutter zweier Kinder geworden war (David und Tamar), dachte sie nicht daran, ihrem Neffen David den Thron zu überlassen. Im Gegenteil, sie versuchte ihrem gleichnamigen Sohn die Nachfolge zu sichern. Somit war David zu einer unbequemen Person geworden, die entfernt werden musste. Als Rusudans Tochter Tamar etwa 1236/37 an den Hof des Sultans der Rum-Seldschuken, Kai Chosrau II. (1236–1246), ihrem zukünftigen Gemahl, geschickt wurde, musste David sie begleiten. Um ihn vollständig unschädlich zu machen, wurde er von seiner Tante beim Sultan verleumdet. Sie bezichtigte ihn ehebrecherischer Beziehungen zu Tamar, der Frau des Sultans, die Davids Cousine war. Der Sultan verurteilte David darauf zum Tod durch Ertränken. Er wurde ins Meer geworfen, aber von Seeleuten gerettet, die ihn erneut dem Sultan übergaben. Daraufhin wurde er in eine Grube geworfen, in der er unter unwürdigen Umständen fast sieben Jahre verblieb.
Da Königin Rusudan für die Mongolen unerreichbar in Kutaissi residierte und ihr Sohn David (Narin) am Hof des Großkhans in Karakorum weilte, erinnerte man sich in Georgien daran, dass David, der Sohn Giorgis IV. noch lebte. Mit dem Einverständnis der mongolischen Noyone (Militärgouverneur) in Georgien reisten Vahram Gageli, Sargis T’mogveli und der mongolische Befehlshaber Anguran-Noyon an den Hof des Sultans von Konya und erreichten Davids Freilassung. Man brachte ihn nach Tiflis, wo er als David VII. zum König gekrönt wurde (1244). Zu seiner Bestätigung musste er ebenfalls nach Karakorum reisen, wo er spätestens im Frühjahr 1246 eintraf. In diesem Jahr wurde nach der fünfjährigen Regentschaft der Witwe Ögädais Güyük zum 3. Großkhan der Mongolen gewählt. Dieser bestätigte beide Davids als Könige Georgiens, die ihre Heimat spätestens 1247 wieder erreichten. Während David VII. Ulu sich König der Könige nennen durfte, musste sich David Narin mit dem Titel König begnügen. Zum Glück für das Königreich verstanden sich beide Könige trotzdem ausgezeichnet, und ihre Freundschaft, die sie in Karakorum geschlossen hatten, hielt die nächsten 20 Jahre in erstaunlicher Kontinuität an. Beide Könige residierten in Tiflis. Offizielle Dokumente trugen die Unterschriften beider und die Doppelherrschaft kam auch in der Münzprägung zum Ausdruck.
- 1247 Kupfergeld mit dem Namen David Ulus
- 1252 Kupfergeld mit dem Namen David Narins
- 1252 Silbergeld mit dem Namen David Ulus

Nachdem es 1246 zu einer Verschwörung der Fürsten gekommen war, die bereits im Keim erstickt wurde, unternahmen sie 1249 zusammen mit David Ulu einen erneuten Versuch, das Joch der Unterdrücker abzuschütteln. Doch die Mongolen erfuhren davon und setzten die Verschwörer samt dem König fest. Nach Zahlung einer großen Lösegeldsumme und der Bereitstellung vieler Pferde wurden der König und seine Anhänger freigelassen. Im selben Jahr begannen die Feldzüge der Mongolen gegen die Assassinen, welche erst 1256 mit der Erstürmung der Hauptfeste Alamut im nördlichen Iran endeten. Georgische Truppenkontingente unter David Ulu waren daran maßgeblich beteiligt. 1251 wurde Möngke zum 4. Großkhan der Mongolen gewählt und erließ folgende Anordnungen:
- Kublai Khan, sein jüngerer Bruder, sollte Südchina erobern, was erst 1279 gelang.
- Hülegü ein weiterer Bruder erhielt den Befehl, Vorderasien zu unterwerfen, wobei ihm ausdrücklich die Oberherrschaft über den Kaukasus zugesprochen wurde.

Im Jahr 1253 begann der Vormarsch Hülegüs. Georgien musste dabei bedeutende Truppenkontingente stellen. Nach der Eroberung Bagdads, der Hauptstadt des Abbasiden-Kalifats (750–1258) erfolgte die Eroberung Syriens. Es fielen nacheinander Mosul, dessen Herrscher Badr ad-Din Lulu (1233–1259) sich freiwillig unterwarf, Aleppo und Damaskus. Da starb im September 1259 der Großkhan Möngke und es kam zu einer Doppelwahl von Ariq-Buga (1260/65), der von der Goldenen Horde und Kublai Khan, der von Hülegü, seinem jüngeren Bruder und Herrscher des Ilchane-Reichs gestützt wurde. Da beide Parteien an ihrem Kandidaten festhielten, ließen sich kriegerische Auseinandersetzungen nicht vermeiden. Die Kämpfe zwischen den verschiedenen Mongolenfraktionen wurden auch im Kaukasus und damit in Georgien ausgetragen. An allen Feldzügen mussten beide georgischen Könige teilnehmen. Hülegü schätzte dabei den einfachen David Ulu mehr als den verschlagenen David Narin. Sein Misstrauen gegen David Narin steigerte sich dermaßen, dass er versuchte, ihn in Barda festzusetzen. Diesem gelang es jedoch, sich der Festnahme zu entziehen, und nach einer abenteuerlichen Flucht konnte er sich nach Kutaissi durchschlagen. Dort wurde er von den Fürsten Abchasiens, Swanetiens und Mingreliens zum König von Imeretien gekrönt.
Während David Narin in Imeretien seine Unabhängigkeit bewahren konnte, blieb David Ulu weiterhin von den Mongolen abhängig. Ihm waren nur noch die Fürsten Armeniens und Samtzches untertan. Nach der Eroberung Bagdads 1258 erbat er vom Il-Chan seine Entlassung nach Tiflis, die ihm auch gewährt wurde. Dort trieb inzwischen ein neuer Steuereintreiber, Hadschi Asis, sein Unwesen, der nicht davor zurückschreckte, den König zu demütigen und ständig seine Kompetenzen überschritt. Als David noch den Befehl erhielt, am Syrienfeldzug des Il-Chans teilzunehmen, entschloss er sich im Frühsommer 1260 zum Aufstand. Doch es gelang ihm nicht, alle Fürsten auf seine Seite zu ziehen, denen er es freigestellt hatte, sich ihm anzuschließen. Nur die Fürsten Südwestgeorgiens, wie Sargis Dschakeli, hielten zu ihm. Dieser bot David 8.000 Mann zu seiner Unterstützung an. In dessen Residenz Dzichis-Dzuar verbrachte David den ganzen Sommer 1260. Hülegü konnte erst nach dem missglückten Syrienfeldzug reagieren, auf dem die Mongolen eine katastrophale Niederlage gegen die Mamluken bei der Schlacht bei ʿAin Dschālūt erlitten. Im Dezember 1260 wurde die mongolische Vorhut geschlagen, aber als beide Hauptarmeen aufeinander trafen, erlitt David eine vollständige Niederlage. Auf mongolischer Seite kämpften georgische und armenische Truppen. Die Mongolen verwüsteten darauf Samtzche, konnten aber Sargis Residenz nicht einnehmen. Erst 1261 zogen sie sich nach Kartli zurück. Im Laufe der Auseinandersetzungen wurden Davids Frau Gontscha und sein Sohn Giorgi von den Mongolen ermordet.
David und Sargis Dschakeli gingen nach Imeretien, wo sie freundlich von David Narin aufgenommen wurden, aber bald brachen Streitigkeiten zwischen den Anhängern beider Könige aus, als man versuchte, David Ulu ebenfalls zum König von Imeretien zu krönen. Doch beide Davids einigten sich gütlich. Der Schatz der Bagratiden wurde geteilt und David Narin als alleiniger König Imeretiens anerkannt. Als es 1261 wegen der Doppelwahl des mongolischen Großkhans zu Auseinandersetzungen zwischen der Goldenen Horde und dem Il-Chan-Reich kam, brauchte Hülegü wieder einen treuen Verbündeten. Deshalb konnte David in sein Königreich zurückkehren und durfte seine verletzte Ehre durch die Hinrichtung des Steuereintreibers Hadschi-Asis befriedigen. Allerdings musste er seinen etwa zweijährigen Sohn Dimitri als Geisel an den Hof des Il-Chans schicken. Der Krieg zwischen der Goldenen Horde und dem Il-Chan-Reich zog sich mit wechselndem Erfolg für beide Seiten bis 1266 hin. David nahm an diesen Feldzügen teil. Nach dem Tod des Il-Chans Hülegü 1265 gelang es dem 4. Khan der Goldenen Horde Berke (1257–1266), dem Bruder Batus (1227–1256), die Truppen des Il-Chans entscheidend zu schlagen. Jedoch kehrte nach seinem Tod 1266 sein Heer kampflos nach Sarai zurück. Der Krieg war damit beendet.
1267 bis 1268 kam es noch zum Krieg zwischen dem Tschagatai-Ulu und dem Il-Chan-Reich, der auf dem Territorium Schirwans ausgetragen wurde. Zuletzt blieben auch hier die Il-Chane siegreich. Am Ende seiner Regierung verfeindete sich David noch mit seinem treuesten Verbündeten Sargis Dschakeli, der sich daraufhin den Mongolen direkt unterstellte und Samtzsche 1266 unabhängig machte. Damit war das Stammland der Bagratiden aus dem georgischen Staatsverband herausgelöst und es gab jetzt drei georgische Staaten.